# Aksaray (Provinz)

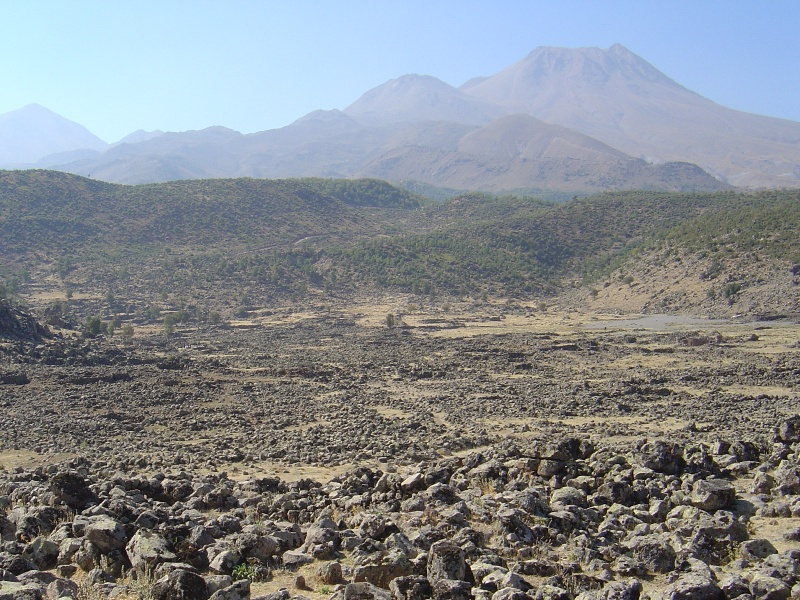
Landschaft in Aksaray (2007)

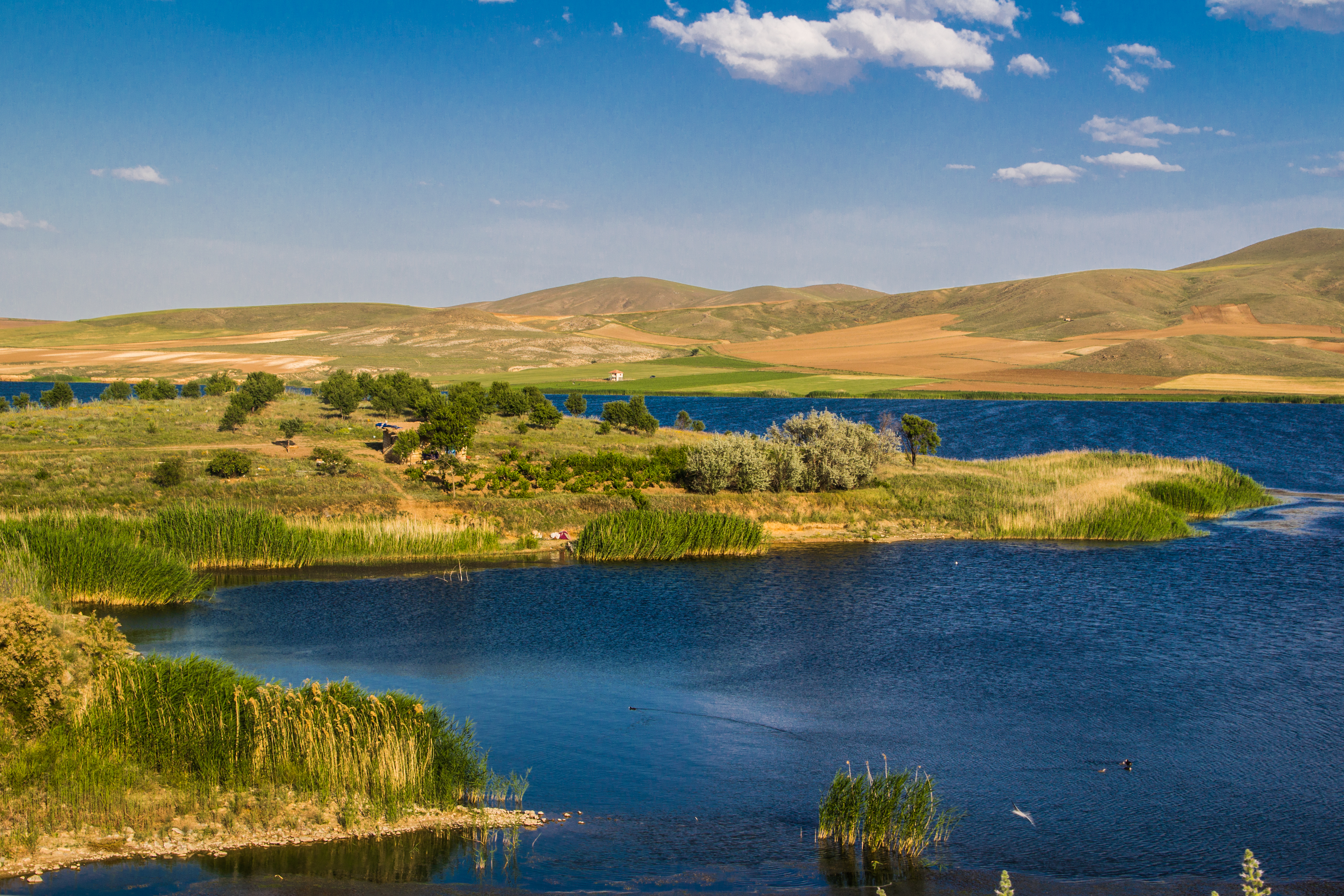
See bei Sarıyahşi in Aksaray (2016)

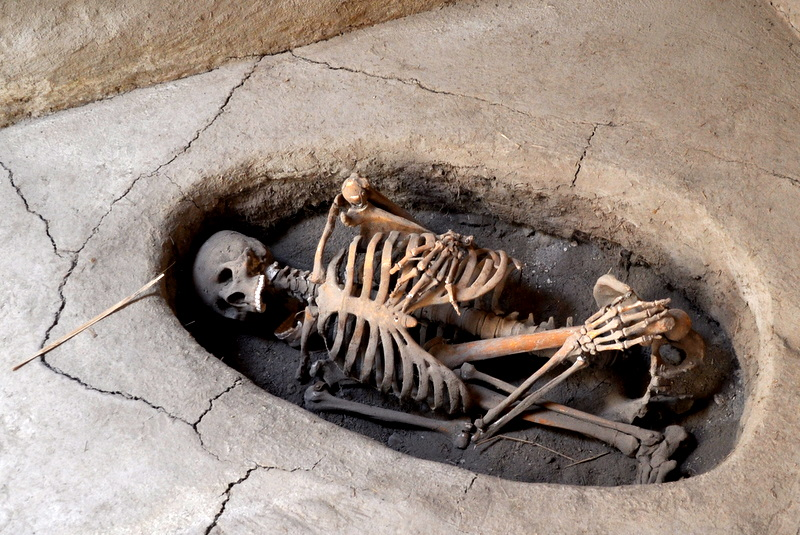
Archäologischer Fundplatz Aşıklı Höyük in Aksaray (2010)

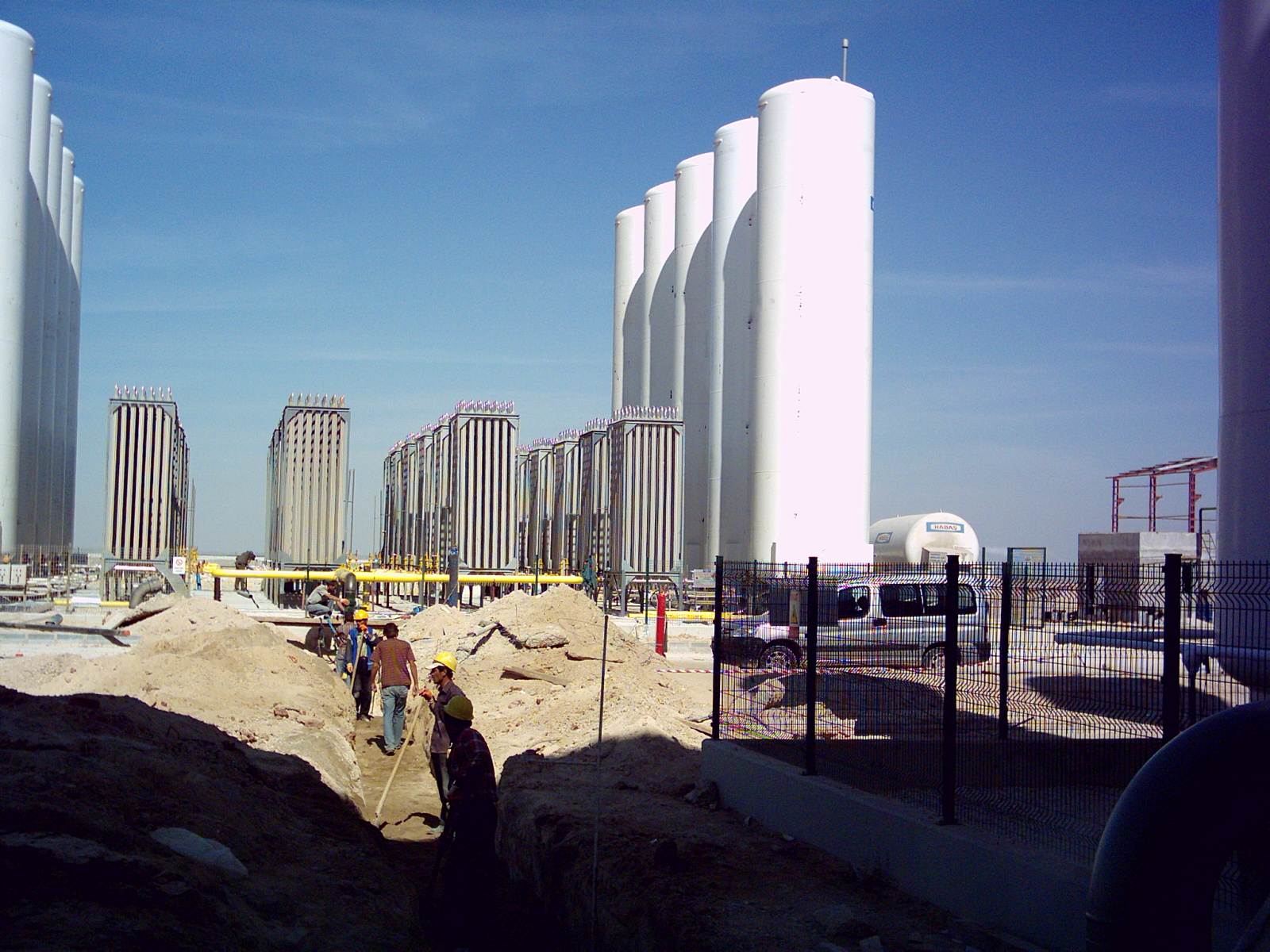
Tanklager im Bau (2010)

Aksaray (türkisch für weißer Palast) ist eine türkische Provinz in Zentralanatolien. Hauptstadt ist das gleichnamige Aksaray. Die Provinz wird begrenzt von den Provinzen Konya im Westen und Süden, Niğde im Südosten, Nevşehir im Osten und Kırşehir im Norden. Die Provinz liegt im trockenen Hochland Kappadokiens und berührt im Nordwesten den zweitgrößten See der Türkei, den Tuz Gölü (Salzsee).
Weitere Namen der Stadt aus der Geschichte sind Nenessa (Nenossos), Şinakhatum-Şinukhtu, Garsaura, Kolonea-Arkhelais, Taxara, Şehri-Süleha und Piga Helena.

## Geschichte
Wie fast alle türkischen Städte in der Region hat die Provinz eine assyrische, hethitische, phrygische, persische, byzantinische und seldschukische Geschichte.
Das junge Christentum breitete sich im 2. und 3. Jahrhundert in Kappadokien, wozu auch das Gebiet von Aksaray gehört, aus. Schwierige politische Umstände, Angriffe und Vertreibungen waren der Grund dafür, dass, vor allem durch die Christen, damals in der Umgebung viele unterirdische Städte und Kirchen angelegt wurden, um dort ihre Religion ausüben zu können. Kappadokien war eines der ersten frühchristlichen Zentren. 3000 bis heute entdeckte Kirchen in der Region, zeugen von dieser Geschichte.
Das Gebiet von Kappadokien wurde 1985 von der UNESCO zum Weltkulturerbe und Weltnaturerbe erklärt.
Mit der Schlacht von Manzikert im Jahre 1071 fiel die Region von Aksaray an die Seldschuken unter Führung von Malik Ahmet Danischmend Gazi und wurde erstmals türkisch. Im Jahre 1116 wurde die 150 km entfernte Stadt Konya zur Hauptstadt der anatolischen Seldschuken. Unter Kılıç Arslan II. wurde danach im Jahr 1142 auf den Trümmern der Stadt Arkhelais die heutige Stadt Aksaray gegründet. Dabei wurden viele Türken aus dem heutigen Gebiet von Aserbaidschan in der Region angesiedelt. Später siedelten hier Familien aus dem Osten der heutigen Türkei.
Nach der Niederlage der Seldschuken in der Schlacht vom Köse Dağ im Jahre 1234 und dem Einfall der Mongolen in Anatolien hatten die seldschukischen Herrscher keine Regierungsautorität mehr.
Unter Ishak Pasa kam die Region dann im Jahre 1470 unter osmanische Herrschaft bis zur Ausrufung der Türkischen Republik am 29. Oktober 1923 durch Mustafa Kemal Atatürk.
Mit einem 1933 beschlossenen Gesetz wurde Aksaray zu einem Bezirk der Provinz Niğde. Dies wurde von Aksaray nie akzeptiert, da man der Ansicht war, dass aufgrund der Einwohnerzahl Aksaray einen höheren Stellenwert habe als Niğde. Alle von Aksaray in die Große Nationalversammlung entsandten Parlamentarier reichten Gesetzesentwürfe ein, Aksaray als eigenständige Provinz anzuerkennen. Ein von Oğuz Demir Tüzün am 1. April 1964 eingereichtes Gesetz kam zur Abstimmung, wurde jedoch aufgrund der Ablehnung eines oppositionellen Abgeordneten der Provinz Adana auf unbestimmte Zeit ad acta gelegt. 1971 wurde der Gesetzesentwurf nochmals abgelehnt.
Bei den Wahlen 1987 legten die zu Aksaray gehörenden Abgeordneten von Niğde erneut einen Gesetzesentwurf vor, der am 15. Juni 1989 akzeptiert wurde und Aksaray nach 56 Jahren zur Provinz erhob.

## Verwaltungsgliederung

### Landkreise
Die Provinz ist in acht Landkreise (auch Bezirke, İlçe) gegliedert:
| Kreis- code 1   | Landkreis       | Fläche 2 (km²) | Bevölkerung (2020) 3 | Bevölkerung (2020) 3       | Anzahl der Einheiten   | Anzahl der Einheiten  | Anzahl der Einheiten | Dichte (Ew./km²) | städt. Anteil (in %) | Sex Ratio 4 | Grün- dungs- da- tum 5, 6 | Quelle |
| Kreis- code 1   | Landkreis       | Fläche 2 (km²) | Landkreis (İlçe)     | Verwal- tungssitz (Merkez) | Gemein- den (Belediye) | Stadt- viertel (Mah.) | Dörfer (Köy)         | Dichte (Ew./km²) | städt. Anteil (in %) | Sex Ratio 4 | Grün- dungs- da- tum 5, 6 | Quelle |
| --------------- | --------------- | -------------- | -------------------- | -------------------------- | ---------------------- | --------------------- | -------------------- | ---------------- | -------------------- | ----------- | ------------------------- | ------ |
| 1120            | Aksaray Merkez  | 3.539          | 315.222              | 247.147                    | 9                      | 76                    | 83                   | 89,1             | 86,26                | 1000        | 1989                      | [ 4 ]  |
| 1860            | Ağaçören        | 407            | 7.633                | 2.878                      | 1                      | 6                     | 27                   | 18,8             | 37,70                | 1001        | 1989                      | [ 5 ]  |
| 1921            | Eskil           | 1.701          | 27.151               | 17.929                     | 2                      | 17                    | 11                   | 16,0             | 75,77                | 970         | 1989                      | [ 6 ]  |
| 1932            | Gülağaç         | 326            | 19.443               | 4.819                      | 4                      | 20                    | 9                    | 59,6             | 70,78                | 987         | 1989                      | [ 7 ]  |
| 1861            | Güzelyurt       | 285            | 10.677               | 2.570                      | 3                      | 11                    | 8                    | 37,5             | 62,33                | 983         | 1989                      | [ 8 ]  |
| 1557            | Ortaköy         | 727            | 32.130               | 20.511                     | 1                      | 12                    | 30                   | 44,2             | 63,84                | 1021        | 1957                      | [ 9 ]  |
| 1866            | Sarıyahşi       | 210            | 5.183                | 3.543                      | 1                      | 8                     | 6                    | 24,7             | 68,36                | 984         | 1989                      | [ 10 ] |
| 2106            | Sultanhanı      | 463            | 11.630               | 10.958                     | 1                      | 7                     | 1                    | 25,1             | 94,22                | 959         | 2017                      | [ 11 ] |
| PROVINZ Aksaray | PROVINZ Aksaray | 7.659          | 429.069              |                            | 22                     | 157                   | 175                  | 56,0             | 81,75                | 997         |                           |        |

### Städte
In der Provinz gibt es 22 Belediye (Belde). Nachfolgende Tabelle zeigt die Einwohnerzahlen Ende 2020 und die dazugehörigen Landkreise sowie die Anzahl der Stadtviertel und den 2019 gewählten Bürgermeister (mit Parteizugehörigkeit). Die Türkische Statistik listet selten die Bevölkerung der Städte (Belediye) auf, sondern eher die der Stadtviertel (Mahalle). Fett markierte Städte sind die Hauptorte (Merkez) der Landkreise.

| Belde/ Belediye | im Landkreis | Einwohner- zahl 2020 | Anzahl Mahalle | Bürgermeister (Partei)     |
| --------------- | ------------ | -------------------- | -------------- | -------------------------- |
| Ağaçören        | Ağaçören     | 2.899                | 6              | Yaşar Bekleviç (MHP)       |
| Aksaray         | Merkez       | 239.002              | 48             | Evren Dinçer (AKP)         |
| Bağlıkaya       | Merkez       | 3.000                | 4              | Dursun Eser (MHP)          |
| Demirci         | Gülağaç      | 4.078                | 4              | Ramazan Bozlak (BBP)       |
| Eskil           | Eskil        | 17.955               | 13             | Necati Belgemen (AKP)      |
| Eşmekaya        | Eskil        | 2.671                | 4              | İsmail Hakkı Güneş (MHP)   |
| Gülağaç         | Gülağaç      | 4.793                | 5              | Faruk Teymen (AKP)         |
| Gülpınar        | Gülağaç      | 2.813                | 5              | Mustafa Baymışlıoğlu (AKP) |
| Güzelyurt       | Güzelyurt    | 2.581                | 4              | Ünal Demircioğlu (AKP)     |
| Helvadere       | Merkez       | 2.586                | 4              | Arif Bellikli (MHP)        |
| Ihlara          | Güzelyurt    | 2.322                | 4              | Ahmet Dİnç (AKP)           |
| Ortaköy         | Ortaköy      | 20.411               | 12             | Ali Rıza Özdemir (AKP)     |
| Sağlık          | Merkez       | 2.579                | 3              | Mustafa Kepil (AKP)        |
| Saratlı         | Gülağaç      | 2.097                | 5              | Zeki Türker (CHP)          |
| Sarıyahşi       | Sarıyahşi    | 3.566                | 8              | Fatih Ünsal (AKP)          |
| Selime          | Güzelyurt    | 1.870                | 3              | Levent Çevik (AKP)         |
| Sultanhanı      | Sultanhanı   | 10.690               | 7              | Fahri Solak (AKP)          |
| Taşpınar        | Merkez       | 2.798                | 3              | Metin Dağ (AKP)            |
| Topakkaya       | Merkez       | 2.511                | 4              | Adem Baylan (AKP)          |
| Yenikent        | Merkez       | 5.411                | 3              | Mehmet Emin Yumuşak (MHP)  |
| Yeşilova        | Merkez       | 4.022                | 3              | Veyis Baysal (MHP)         |
| Yeşiltepe       | Merkez       | 2.329                | 4              | Tahsin Çelik (CHP)         |

### Dörfer
Die 175 Dörfer bewohnen insgesamt 80.072 Einwohner, also durchschnittlich 457 Einwohner pro Dorf. Die meisten Dörfer befinden sich im zentralen Landkreis (Merkez), nämlich 83. Sie haben 45.371 Einwohner, was einem Anteil von 55,1 Prozent entspricht.

Von allen Dörfern der Provinz haben 31 Dörfer mehr Einwohner als der Durchschnitt (457), 20 haben mehr als 1.000 Einwohner. Die größten befinden sich im zentralen Landkreis der Kreisstadt: Kutlu (1.807), İncesu (1.665), Sevinçli (1.616), Karaören (1.611), Doğantarla (1.597), Karacaören (1.574), Karkın (1.396), Yuva (1.360), Altınkaya (1.316), Gözlükuyu (1.294), Hırkatol (1.258), Gücünkaya (1.238) und Armutlu (1.106 Einw.). Das kleinste Dorf der Provinz (Macarlı, 21 Einw.) befindet sich ebenfalls im Hauptstadtkreis. Weitere sieben Dörfer mit mehr als 1.000 Einwohnern befinden sich in anderen Kreisen, das größte davon ist Güneşli (Kreis Eskil mit 1.599 Einw.).

## Bevölkerung
1927, zur ersten Volkszählung nach Gründung der Türkei und einzigen vor der Eingliederung von Aksaray in die Provinz Nigde (s. Geschichte) zählte die Provinz 127.031 Einwohner (60.407 Männer, 66.624 Frauen).
Zum Zensus 2011 betrug das Durchschnittsalter in der Provinz 27,9 Jahre (Landesdurchschnitt: 29,6), wobei die weibliche Bevölkerung durchschnittlich 1,4 Jahre älter als die männliche war (28,7 — 27,3).

### Bevölkerung am Jahresende
Nachfolgende Tabelle zeigt die jährliche Bevölkerungsentwicklung am Jahresende nach der Fortschreibung durch das 2007 eingeführte adressierbare Einwohnerregister (ADNKS). Außerdem sind die Bevölkerungswachstumsrate und das Geschlechterverhältnis (Sex Ratio d. h. Anzahl der Frauen pro 1000 Männer) aufgeführt.

Der Zensus von 2011 ermittelte 379.163 Einwohner, das sind fast 17.000 Einwohner weniger als beim Zensus 2000.
| Jahr   | Bevölkerung am Jahresende | Bevölkerung am Jahresende | Bevölkerung am Jahresende | Wachstums- rate der Be- völkerung (in %) | Geschlechter verhältnis (Frauen auf 1000 Männer) | Rang (unter den 81 Provinzen) |
| Jahr   | gesamt                    | männlich                  | weiblich                  | Wachstums- rate der Be- völkerung (in %) | Geschlechter verhältnis (Frauen auf 1000 Männer) | Rang (unter den 81 Provinzen) |
| ------ | ------------------------- | ------------------------- | ------------------------- | ---------------------------------------- | ------------------------------------------------ | ----------------------------- |
| 2021   | 429.069                   | 214.841                   | 214.228                   | 1,43                                     | 997                                              | 46                            |
| 2020   | 423.011                   | 211.232                   | 211.779                   | 1,60                                     | 1003                                             | 46                            |
| 2019   | 415.367                   | 207.390                   | 208.977                   | 1,02                                     | 1008                                             | 47                            |
| 2018   | 412.172                   | 204.792                   | 207.380                   | 2,43                                     | 1013                                             | 47                            |
| 2017   | 402.404                   | 200.233                   | 202.171                   | 1,44                                     | 1010                                             | 49                            |
| 2016   | 396.673                   | 197.362                   | 199.311                   | 2,63                                     | 1010                                             | 49                            |
| 2015   | 386.514                   | 192.688                   | 193.826                   | 0,59                                     | 1006                                             | 49                            |
| 2014   | 384.252                   | 191.091                   | 193.161                   | 0,38                                     | 1011                                             | 49                            |
| 2013   | 382.806                   | 190.540                   | 192.266                   | 0,76                                     | 1009                                             | 49                            |
| 2012   | 379.915                   | 188.945                   | 190.970                   | 0,29                                     | 1011                                             | 49                            |
| 2011   | 378.823                   | 187.892                   | 190.931                   | 0,35                                     | 1016                                             | 49                            |
| 2010   | 377.505                   | 186.956                   | 190.549                   | 0,16                                     | 1019                                             | 49                            |
| 2009   | 376.907                   | 187.633                   | 189.274                   | 1,70                                     | 1009                                             | 49                            |
| 2008   | 370.598                   | 183.953                   | 186.645                   | 1,23                                     | 1015                                             | 49                            |
| 2007   | 366.109                   | 180.007                   | 186.102                   | —                                        | 1034                                             | 49                            |
| 2000 1 | 396.084                   | 195.822                   | 200.262                   |                                          | 1023                                             | 48                            |

 1 Zensus 2000

### Bevölkerungszahlen der Landkreise
Die Werte von 1990 und 2000 basieren auf den Volkszählungen die restlichen (2007–2020) sind Bevölkerungsangaben am Jahresende, ermittelt durch die Fortschreibung im 2007 eingeführten Einwohnerregister (ADNKS)
| Landkreis      | 1990    | 2000    | 2007    | 2008    | 2009    | 2010    | 2011    | 2012    | 2013    | 2014    | 2015    | 2016    | 2017    | 2018    | 2019    | 2020    | 2021    |
| Ağaçören       | 17.962  | 15.869  | 11.870  | 11.284  | 10.911  | 10.448  | 9.995   | 9.379   | 9.269   | 8.881   | 8.467   | 8.373   | 8.175   | 8.320   | 7.972   | 7.827   | 7.633   |
| Eskil          | 22.110  | 28.952  | 26.286  | 25.517  | 25.962  | 26.073  | 26.227  | 26.202  | 26.178  | 25.984  | 25.929  | 26.179  | 26.333  | 26.648  | 26.452  | 27.238  | 27.151  |
| Gülağaç        | 19.641  | 26.874  | 21.906  | 21.691  | 21.543  | 21.202  | 20.594  | 20.279  | 20.408  | 19.801  | 19.334  | 19.408  | 19.244  | 19.903  | 19.615  | 19.644  | 19.443  |
| Güzelyurt      | 17.182  | 16.836  | 14.188  | 14.259  | 13.830  | 13.302  | 12.740  | 12.527  | 12.545  | 12.147  | 11.710  | 11.453  | 11.275  | 11.761  | 11.223  | 10.967  | 10.677  |
| Merkez Aksaray | 189.256 | 236.560 | 244.036 | 251.628 | 259.469 | 262.581 | 266.962 | 270.528 | 273.999 | 278.171 | 283.063 | 293.631 | 289.778 | 295.351 | 301.661 | 308.393 | 315.222 |
| Ortaköy        | 48.675  | 58.873  | 40.477  | 39.699  | 38.463  | 37.595  | 36.478  | 35.519  | 34.792  | 34.048  | 33.113  | 32.763  | 32.209  | 32.504  | 32.639  | 32.322  | 32.130  |
| Sarıyahşi      | 11.573  | 12.120  | 7.346   | 6.520   | 6.729   | 6.304   | 5.827   | 5.481   | 5.615   | 5.220   | 4.898   | 4.866   | 4.833   | 6.801   | 5.658   | 5.246   | 5.183   |
| Sultanhanı     | –       | –       | –       | –       | –       | –       | –       | –       | –       | –       | –       | –       | 10.557  | 10.884  | 11.147  | 11.374  | 11.630  |
| Summe Provinz0 | 326.399 | 396.084 | 366.109 | 370.598 | 376.907 | 377.505 | 378.823 | 379.915 | 382.806 | 384.252 | 386.514 | 396.673 | 402.404 | 412.172 | 416.367 | 423.011 | 429.069 |

## Sehenswürdigkeiten
- die Moschee Ulu Cami
- die prähistorischen Siedlungshügel Acemhöyük und Aşıklı Höyük
- die späthethitische Felsinschrift von Burunkaya
- die antike Königsstadt Nora
- Unterirdische Städte, unter anderem in Güzelyurt
- das Klostertal von Güzelyurt
- der Klosterkomplex Selime Kalesi
- die byzantinische Çanlı Kilise mit einer dazu gehörigen Höhlensiedlung
- das Ihlara-Tal
- das Museum Aksaray
- das Eğri (oder Kızıl) Minare, ein schiefstehendes Minarett aus rotem Ziegelstein
- die Karawansereien
  - Ağzıkarahan von 1231, eine der größten an der Seidenstrasse
  - Alayhan, erbaut 1156–1192
  - Öresin Han von 1188
  - Sultanhanı von 1229, die größte Karawanserei Kleinasiens

## Industrie
- Mercedes-Benz Türk A.Ş. Lastkraftwagenwerk
- Salzindustrie
- Textilindustrie
- Autoersatzteilindustrie
- Maschinenindustrie
- Landwirtschaft